# USS Iwo Jima (CV-46)
«Іводжима» (англ. USS Iwo Jima (CV-46)) — важкий ударний авіаносець США періоду Другої світової війни типу «Ессекс», довгопалубний підтип. Названий на честь битви за Іодзіму.

## Історія створення
Авіаносець «Іводжима» був закладений 29 січня 1945 на верфі Newport News Shipbuilding у місті Ньюпорт-Ньюс, штат Вірджинія.
12 серпня 1945 року, у зв'язку із наближенням бойових дій до завершення та наявністю достатньої кількості авіаносців, було прийняте рішення про припинення будівництва корабля, після чого недобудований корпус корабля був проданий на злам.